# Cerkiew Podwyższenia Krzyża Świętego w Gorzycach
Cerkiew Podwyższenia Krzyża Świętego w Gorzycach – była drewniana cerkiew greckokatolicka w Gorzycach, istniejąca w latach 1723–1945. Należała do dekanatu kańczuckiego, a od 1921 roku do dekanatu sieniawskiego, w eparchii przemyskiej. W 1945 roku cerkiew została spalona, a parochia zlikwidowana.

## Historia
Początki obrządku wschodniego na tych terenach jako „Parochia Buchowska” są wzmiankowane w Schematyzmie Greckokatolickiej Eparchii Przemyskiej w opisie parochii Dębno, wymienionej w gramotach: Gramota najdawniejsza na dotacijo sjej parohij nachoditsja w aktach parohijalnych z 1397 Vladislaus Dei Gratia Rex Poloniae. Dawnijszimi czasami mal, Buchowska paroch, otdilne pastwisko, poznijsze priłuczeno do gromadskogo.
Cerkiew pw. Podwyższenia Krzyża Świętego została zbudowana w 1723 roku. Była zbudowana na planie prostokąta, zwrócona prezbiterium w kierunku południowym i posiadała kruchtę od strony północnej. Dzwonnica, na planie kwadratu, była położona od strony prezbiterium przy ulicy wiejskiej. W XVII wieku pewna część miejscowych Polaków z powodu dalekiej odległości od łacińskiej parafii gniewczyńskiej przeszła do miejscowej cerkwi.
W czasie reform józefińskich parochia została zdegradowana do rangi kapelanii (jednostki duszpasterskiej niższej rangi dla miejscowości o małej liczbie wiernych). 
W 1821 roku była wizytacja kanoniczna eparchy Jana Śniegórskiego. W 1830 roku w kapelanii Gorzyce było 531 wiernych w Gorzycach, Woli Buchowskiej, Ubieszynie i Tryńczy. 
W lipcu 1890 roku nieznani sprawcy włamali się do cerkwi i skradli: monstrancję, kielich, patenę, dwie korony, korale i krzyż srebrny. W 1894 roku była kanoniczna wizytacja eparchy przemyskiego Juliana Pełesza. W 1907 roku cerkiew została odnowiona i pomalowana z fundacji Domiceli Kellerman.
12 czerwca 1909 roku cerkiew odwiedził bp rzymskokatolicki Józef Sebastian Pelczar podczas przejazdu na wizytację parafii w Sieniawie. W 1910 roku zbudowano murowaną plebanię (Домь мр. зб. 1910). W 1938 roku było 630 wiernych (w tym: Gorzyce – 237, Wola Buchowska – 202, Tryńcza – 100,  Ubieszyn – 91). 
Gdy w latach 1944–1945 wybuchły walki z ukraińskimi nacjonalistami, cerkiew została w 1945 roku spalona przez partyzanta. Grekokatolicy zostali wysiedleni, a parochia została zlikwidowana. Pozostała tylko murowana plebania, która w 1945 roku została przejęta przez nowo powstałą parafię rzymskokatolicką pw. Najświętszego Serca Pana Jezusa.
| Parochowie Greckokatolickiej Cerkwi w Gorzycach | Parochowie Greckokatolickiej Cerkwi w Gorzycach | Parochowie Greckokatolickiej Cerkwi w Gorzycach |
| Lata                                            | Paroch                                          | Uwagi biograficzne |
| ----------------------------------------------- | ----------------------------------------------- | --- |
| 1762                                            | ks. Aleksander Bojarski                         | |
| ?–1789                                          | ks. Bazyli Bojarski                             | zm. 18 kwietnia 1789 r. w Gorzycach |
| 1789–1792                                       | ks. Jan Chodaniewicz                            | ur. w 1755 r., wyświęcony w 1783 r., paroch w Leżachowie i komendarz w Gorzycach, zmarł 4 marca 1830 r., w wieku 75 lat, w Leżachowie |
| 1792–1794                                       | ks. Łukasz Mieżyński                            | administrator |
| 1794–1795                                       | ks. Aleksy Kaczkowski                           | administrator |
| 1795–1811                                       | ks. Bazyli Kubajewicz                           | zm. 29 stycznia 1811 r. w Gorzycach |
| 1811                                            | ks. Bazyli Latoszyński                          | ur. w 1785 r., wyświęcony w 1809 r., w 1811 r. administrator w Gorzycach, w 1836 r. paroch w Michałowicach |
| 1811–1813                                       | ks. Jan Chotyniecki                             | paroch w Sieniawie i administrator w Gorzycach |
| 1813–1816                                       | ks. Jan Krypiakiewicz                           | ur. w 1786 r. w Pełkiniach, syn parocha Jana Krypiakiewicza, wyświęcony w 1811 r., w latach 1813–1816 administrator w Gorzycach, w latach 1818–1842 paroch w Pełkiniach, zmarł 7 stycznia 1842 r. w Pełkiniach |
| 1816–1821                                       | ks. Jan Balicki                                 | cooperator (wikariusz) |
| 1821–1826                                       | ks. Jan Kaczkowski                              | ur. w 1798 r., wyświęcony w 1821 r., w latach 1821–1826 paroch w Gorzycach, w latach 1826–1865 paroch w Dębnie i dziekan Kańczudzki, zm. 14 kwietnia 1865 r. w Dębnie |
| 1826–1838                                       | ks. Mikołaj Ludkiewicz                          | ur. w 1800 r., wyświęcony w 1826r., paroch w Gorzycach (1826-1830), parach w Leżachowie (1830-1872), administrator excuriendo w Gorzycach (1830-1838), zmarł 3 sierpnia 1872 r. w Leżachowie |
| 1835                                            | ks. Jan Bilecki                                 | w 1835 r. w Gorzycach, w 1836 r. wikariusz w Jarosławiu, zm. w 1836 r. w Jarosławiu |
| 1835–1836                                       | ks. Michał Muczyński                            | ur. w 1808 r., wyświęcony w 1835 r., od 1836 r. paroch w Korzenicy |
| 1838–1841                                       | ks. Wiktor Kiwerowicz                           | ur. w 1811 r., wyświęcony w 1837 r., administrator w Gorzycach (1838–1841), paroch w Zapałowie (1842–1896), w latach dziekan Oleszycki (1874–1896), zmarł 23 kwietnia 1896 r. w Zapałowie |
| 1842–1843                                       | ks. Antoni Krynicki                             | ur. w 1813 r., wyświęcony w 1841 r., administrator w Gorzycach (1842–1843), zm. 25 lutego 1848 r. |
| 1844–1850                                       | ks. Julian Kordasiewicz                         | ur. w 1815 r., wyświęcony w 1843 r., administrator w Gorzycach (1844–1850) |
| 1850–1853                                       | ks. Teodor Pańkowski                            | ur. w 1816 r., wyświęcony w 1846 r., administrator w Artasowie (1848–1849), administrator w Rogóźnie (1849–1850), administrator w Gorzycach (1850–1853), paroch w Ryszkowej Woli (1873–1892), zmarł 8 sierpnia 1892 r. w Ryszkowej Woli |
| 1853–1857                                       | ks. Antoni Lityński                             | ur. w 1815 r., wyświęcony w 1851 r., administrator w Gorzycach (1853–1857), administrator w Machnowie (od 1857 r.) |
| 1857–1858                                       | ks. Mikołaj Rozdzielski                         | ur. w 1821 r., wyświęcony w 1850 r., administrator w Gorzycach (1857–1858), paroch w Leżajsku (1868–1878), dziekan Kańczucki (1873–1890), w latach paroch w Sokalu (1878–1896), zmarł 17 maja 1896 r. w Sokalu |
| 1858–1860                                       | ks. Michał Lisikiewicz                          | ur. w 1828 r., wyświęcony w 1852 r., paroch w Gorzycach (1858–1860), administrator w Stupnicy (1868–1871), w latach paroch w Kropiwniku Nowym (1871–1895), zmarł 22 stycznia 1896 r. w Kropiwniku Nowym |
| 1860–1874                                       | ks. Michał Kiszakiewicz                         | ur. w 1823 r., wyświęcony w 1854 r., paroch w Gorzycach (1860–1874), paroch w Piskorowicach (1874–1896), zmarł 30 września 1896 r. w Piskorowicach |
| 1874–1891                                       | ks. Wiktor Kmicikiewicz                         | ur. w 1842 r., żonaty, wyświęcony w 1869 r., wikariusz w Dąbrowicy (1873–1874), paroch w Gorzycach (1874–1891), paroch w Leżajsku (1892–1902), paroch w Króliku Polskim (1902–1912), zmarł 31 września 1912 r. w Króliku Polskim |
| 1891–1894                                       | ks. Michał Saprun                               | ur. w 1861 r., żonaty, wyświęcony w 1887 r., administrator w Porzeczu Gruncie (1887–1889), administrator w Miłkowie (1889–1891), paroch w Gorzycach (1891–1894), paroch w Rybniku (1894–1899), paroch w Kunińskiej Woli (1899–1904), zm. 12 stycznia 1904 r.                                                                                            |
| 1895                                            | ks. Jan Bryliński                               | ur. w 1866 r. wyświęcony w 1892 r., w Cieplicach (1893), administrator w Gorzycach (1895), paroch w Piskorowicach (1898–1929) |
| 1896–1902                                       | ks. Wasyl Wołoszyński                           | ur. w 1865 r., żonaty, wyświęcony w 1890 r., w Bandrowie (1890), w Krywem (1891–1892), w Rudzie Monastyrskiej (1893); administrator w Biliczu (1894); w Bandrowie 1895), w Gorzycach (1896–1902), w Machnowie (1903–1905), paroch w Radrużu (1906–1915), w czasie okupacji rosyjskiej w 1915 r. przeszedł na prawosławie, a następnie wyjechał na Wołyń |
| 1903                                            | ks. Józef Karanowicz                            | ur. w 1871 r., wyświęcony w 1897 r., wikariusz w Skwarzawie Dolnej (1897–1901), paroch w Tegłowie (1902), paroch w Gorzycach (1903), paroch w Cetuli (1904–1912), paroch w Jaksmanicach (1913–1927), zm. w 1927 r. w Jaksmanicach |
| 1903–1945                                       | ks. Eustachy Kusznir                            | ur. w 1870 r., żonaty, wyświęcony w 1896 r., wikariusz w Nowym Lublińcu (1896–1897), wikariusz w Kuryłówce (1897–1903), paroch w Gorzycach (1903–1945), w 1945 roku wysiedlony na Ukrainę |